# Associação Recreativa e Cultural de São Vicente Pereira
Associação Recreativa e Cultural de São Vicente Pereira é um clube de futebol de Portugal, com sede no concelho de Ovar. Seu nome é uma referência a sua freguesia, São Vicente de Pereira Jusã.
O clube foi fundado em 1976 e participa atualmente do Campeonato Distrital